# Picasso (OKAMOTO'Sの曲)
「Picasso」（ピカソ）は、OKAMOTO'Sの楽曲。2021年6月30日にAriola Japanから8作目の配信限定シングルとして配信リリースされた。

## 概要
- 前作『Band Music』から約1か月振りのリリース。
- 2021年1月から毎月連続でリリースしている配信限定シングルの第6弾[2]。
- 本曲は、曲のタイトルとなっている芸術家のパブロ・ピカソの美術館を訪れた経験からインスピレーションを受けており、ボーカルのオカモトショウは「俺はピカソみたいに、“誰にでも描けそうな 誰も描けない絵を描きたい”と思いました」とコメントしている[1]。
- 本曲について、同じくオカモトショウは「Picassoは、"創る人の歌"」と表している[2]。

## 収録曲
1. Picasso
作詞：オカモトショウ
作曲：オカモトショウ、オカトモコウキ
編曲：OKAMOTO'S
2. Band Music
作詞：オカモトショウ
作曲：オカモトショウ、オカトモコウキ
編曲：OKAMOTO'S
  - 配信限定7thシングル
3. Young Japanese
作詞：オカモトショウ
作曲：オカモトショウ、オカトモコウキ
編曲：OKAMOTO'S
  - 配信限定4thシングル